# Diocesi di Colbasa
La diocesi di Colbasa (in latino: Dioecesis Colbasensis) è una sede soppressa del patriarcato di Costantinopoli e una sede titolare della Chiesa cattolica.

## Storia
Colbasa, identificabile con Göldeçiftlik nell'odierna Turchia, è un'antica sede episcopale della provincia romana della Panfilia Seconda nella diocesi civile di Asia. Faceva parte del patriarcato di Costantinopoli ed era suffraganea dell'arcidiocesi di Perge. La diocesi è tuttavia assente nelle Notitiae Episcopatuum del patriarcato.
Un solo vescovo è noto di questa antica sede, Trifone, che prese parte al concilio indetto dal patriarca Mena di Costantinopoli nel 536 per condannare Antimo e i monofisiti. Benché il suo nome si trovi in due occasioni tra le sottoscrizioni degli atti conciliari, non appare mai nelle liste di presenza delle cinque sedute di questo concilio.
Dal 1933 Colbasa è annoverata tra le sedi vescovili titolari della Chiesa cattolica; la sede è vacante dal 5 luglio 1964. Sono stati solo due i titolari di questa sede: Paul Kinam Ro, vicario apostolico di Seul; e Pasquale Bacile, vescovo ausiliare di Acireale.

## Cronotassi

### Vescovi greci
- Trifone † (menzionato nel 536)

### Vescovi titolari
- Paul Kinam Ro † (10 novembre 1942 - 10 marzo 1962 nominato arcivescovo di Seul)
- Pasquale Bacile † (7 luglio 1962 - 5 luglio 1964 nominato vescovo di Acireale)